# 過渡金屬氧化物
過渡金屬氧化物（英語：transition metal oxides），是指含有過渡金屬和氧的一系列材料，大多數被分類為绝緣體，和少數的金屬、貧金屬，有些過渡金屬氧化物也是超導體。（如一氧化铌）

## 物理特性/應用
同一種過渡金屬氧化物材料經常具有多種物理性質，例如鐵電性、鐵磁性、超導體、熱電效應、半導體、光電效應、壓電效應、磁致伸縮、磁彈性、電感耦合、超流體等，因此可以透過變化溫度或壓力而達到金屬-绝緣體兩個狀態的相變。
通常被使用的特性包括催化活性和半導體特性。另外也常被用作油漆，塑料，最顯著的材料代表是二氧化鈦。